# Karl Theodor von Dalberg

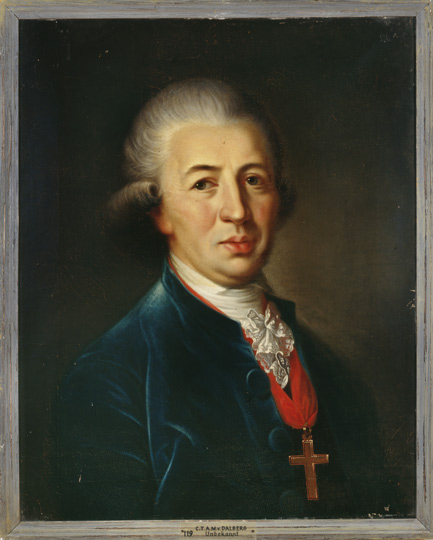
Karl Theodor von Dalberg, um 1791, Gleimhaus Halberstadt

Carl Theodor Anton Maria Reichsfreiherr von und zu Dalberg (* 8. Februar 1744 in Mannheim; † 10. Februar 1817 in Regensburg) war ein deutscher Staatsmann und Kirchenfürst. Als letzter Erzbischof und Kurfürst von Mainz war er kurzfristig, von 1802 bis 1803, auch der letzte Erzkanzler des Heiligen Römischen Reiches. Anschließend war er Fürst von Aschaffenburg und Regensburg, von 1806 bis 1813 Fürstprimas des Rheinbunds und von 1810 bis 1813 Großherzog des von Napoleon geschaffenen Großherzogtums Frankfurt, für das er auf das Fürstentum Regensburg verzichten musste. In seinen weltlichen Fürstentümern entfaltete er eine reformerische Tätigkeit, die viele Spuren hinterließ. Darüber hatte er nicht nur im Bistum Mainz, sondern auch in Konstanz, Worms  und Regensburg die Bischofswürde inne. Im Privatleben war Dalberg philosophischer Schriftsteller, Freund der Weimarer Dichter und Mitglied sowie Förderer zahlreicher wissenschaftlicher Akademien.

## Überblick über die Ämter und Titel
Als Bischof stand Karl (Carl) Theodor von Dalberg den Diözesen Konstanz, Worms, Mainz und Regensburg vor. Als Erzbischof und Kurfürst von Mainz hatte er das damit verbundenen Amt des Reichserzkanzlers inne und stand protokollarisch gleich hinter dem Kaiser. Durch den Reichsdeputationshauptschluss fiel das Kurfürstentum 1803 an Frankreich. Dalberg wurde damals als einziger der geistlichen Kurfürsten mit für ihn neu geschaffenen Fürstentümern entschädigt: mit Aschaffenburg und Regensburg (bis 1810) sowie mit der Grafschaft Wetzlar. Nach der Gründung des Rheinbunds 1806 wurde er dessen Fürstprimas. Dessen Staat wurde um die Freie Reichsstadt Frankfurt am Main und säkularisierten kirchlichen Besitz im Spessart erweitert.
1808 gründete Dalberg in Aschaffenburg die Karls-Universität, der er als Rektor vorstand. 1810 musste er auf die weltliche Herrschaft in Regensburg verzichten, das an das neue Königreich Bayern fiel. Als Ausgleich wurden ihm die Fürstentümer Fulda und Hanau übereignet. Das für ihn geschaffene, bis 1813 bestehende Großherzogtum Frankfurt bestand aus den vier Departements Frankfurt, Hanau, Aschaffenburg und Fulda. Von 1813 bis 1815 blieb er lediglich Rektor der Karls-Universität und behielt seine geistlichen Würden, bis er 1817 in Regensburg verstarb.

## Werdegang bis zur Säkularisierung 1803

### Herkunft und Beginn einer nicht nur geistlichen Karriere

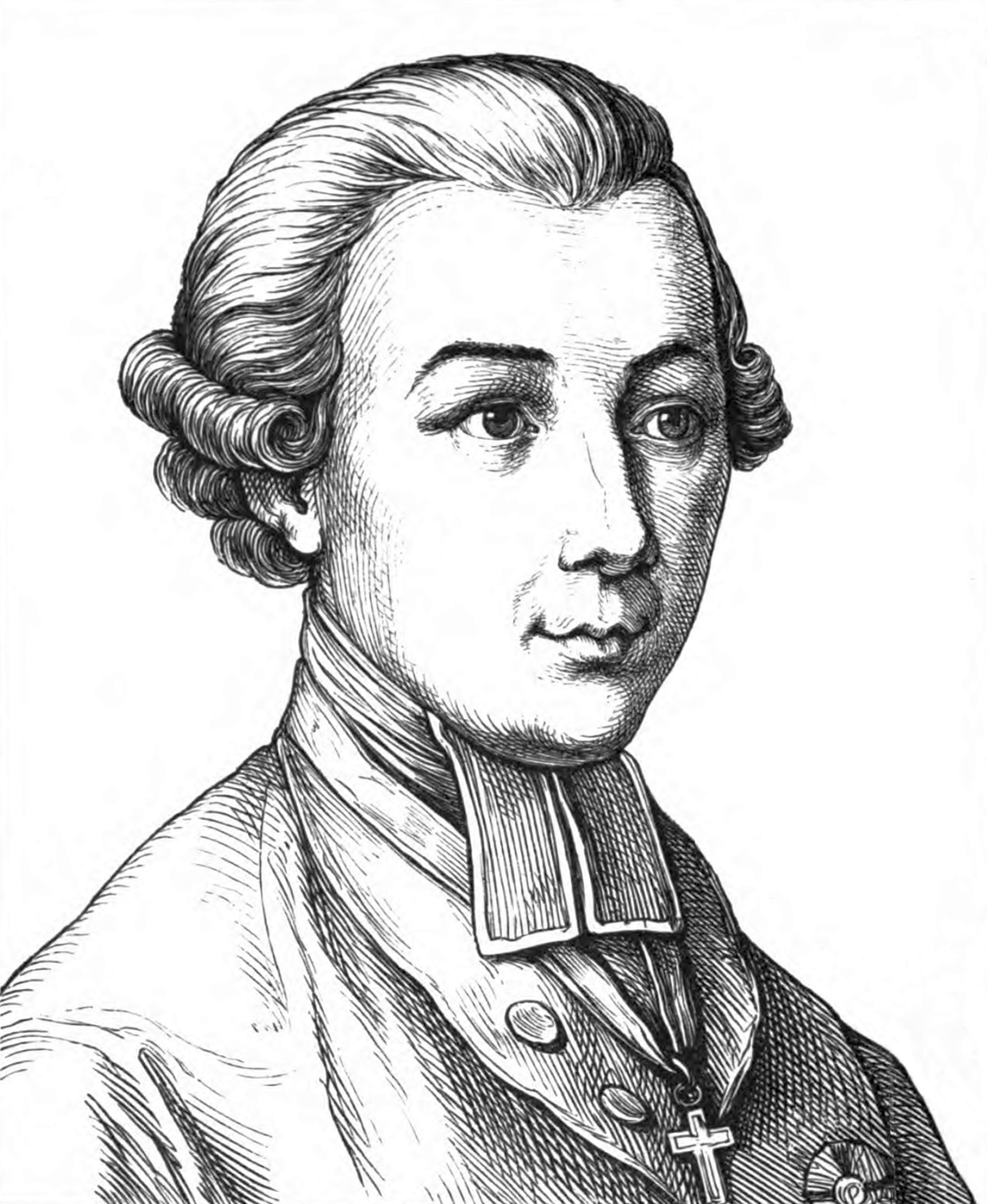
Der junge Karl Theodor von Dalberg

Carl von Dalberg entstammte dem freiherrlichen Haus Dalberg, einem Nebenzweig der Kämmerer von Worms. Er war der Sohn des kaiserlichen Kammerherrn Franz Heinrich und der ältere Bruder von Marianne von der Leyen, Wolfgang Heribert von Dalberg und Johann Friedrich Hugo von Dalberg.
Das hochbegabte Kind genoss eine katholische Erziehung, die ihm ein vielseitiges Wissen vermittelte. Die geistliche Laufbahn schlug Dalberg später ohne elterlichen Zwang ein. Als junger Mann widmete er sich bis 1761 in Heidelberg dem Studium der Rechtswissenschaften, das er anschließend in Mainz fortsetzte. Ende 1762 begab er sich auf eine Bildungsreise nach Italien und Frankreich, von der er nach zwei Jahren zurückkehrte. In Rom lernte er den Altertumsforscher Johann Joachim Winckelmann kennen, und in Pavia setzte er sein juristisches Studium fort.
Bereits seit 1754 Domizellar in Mainz, wurde er 1772 mit 28 Jahren Statthalter der kurmainzischen Exklave im Erfurter Staat (1772–1802) und konnte im thüringischen Teil des Landes seine Fähigkeiten auf allen Gebieten der Verwaltung zeigen. Die 1770er und 1780er Jahre in Erfurt waren die glücklichste Zeit in Dalbergs Leben. Sie waren gekennzeichnet durch nachbarliche Verbindungen zum Musenhof in Weimar, die Neuorganisation der Universität Erfurt und die Förderung der Volksbildung und der allgemeinen Wohlfahrt im Sinne der Aufklärung.
1779 wurde Dalberg Domherr in Würzburg und 1786 Domherr in Mainz. Weitere Domkanonikate besaß er in Worms und Konstanz.
Am 5. Juni 1787 wurde Dalberg mit preußischer Unterstützung im Alter von 44 Jahren zum Mainzer Koadjutor gewählt und damit der designierte Nachfolger des damaligen Kurfürst-Erzbischofs von Mainz Friedrich Karl Joseph von Erthal.
Im Jahr 1789 wurde Dalberg zum Mitglied der Gelehrtenakademie Leopoldina gewählt. Außerdem war er Mitglied sowohl der Bayerischen wie auch der Göttinger und der Preußischen Akademie der Wissenschaften.
Bei aller Aufgeschlossenheit lagen Dalberg aber auch die religiöse Erziehung, Priesterbildung, Predigt und Katechese am Herzen. Auch war er Mitglied des Illuminatenordens unter dem Namen ‚Baco di Verulam‘ und ‚Präfekt‘ der Illuminaten in Erfurt. Dalberg war, nach Auffassung der Forschungsliteratur, Mitglied des Freimaurerbundes. Von ihm ist das Wort überliefert, wer als Christ Freimaurer werden wolle, gleiche einem Reiter, der sein Pferd sucht, obgleich er schon auf ihm sitzt. Damit betonte er die ethische Vereinbarkeit von Christentum und Freimaurerei.

### Übernahme weiterer bischöflicher Würden

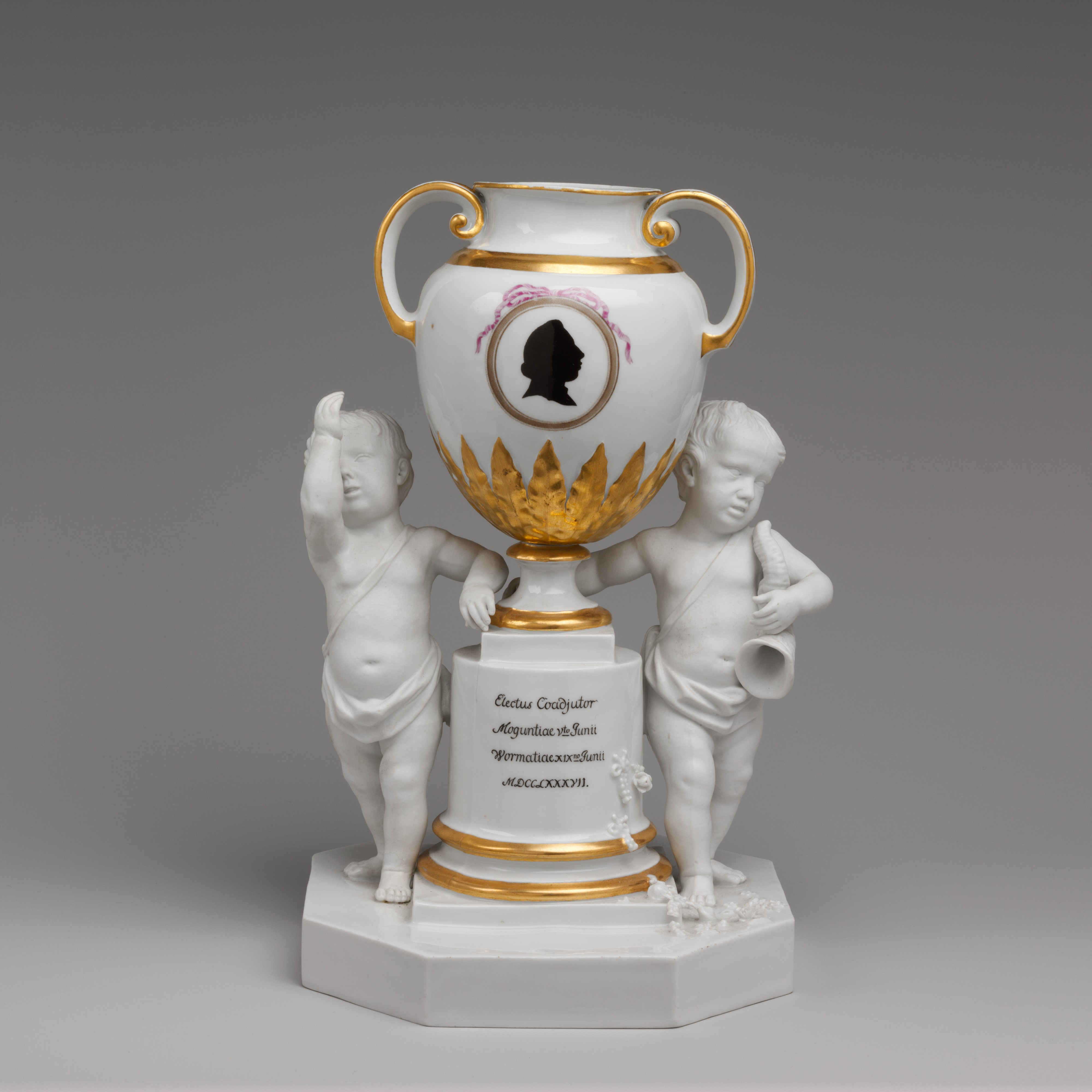
Fürstenberg-Vase aus Anlass der Wahl Dalbergs zum Koadjutor 1787 (Sammlung des Metropolitan Museum of Art)

Der Wahl zum Koadjutor des Erzbischofs von Mainz folgte am 18. Juni 1787 die Wahl Dalbergs zum Koadjutor des Bischofs von Worms und am 18. Juni 1788 die Wahl zum Koadjutor des Bischofs von Konstanz. In der Zwischenzeit war Dalberg am 11. November 1787 in Bamberg zum Priester geweiht worden. Am 10. März 1788 ernannte ihn der Papst zum Titularerzbischof von Tarsus in Kilikien, und am 31. August 1788 empfing er in Aschaffenburg die Bischofsweihe.
Als Dalberg am 17. Januar 1800 regierender Fürstbischof von Konstanz wurde, war die alte Ordnung bereits im Zusammenbruch begriffen; zum dortigen Generalvikar ernannte er seinen Vertrauten Ignaz Heinrich von Wessenberg. Am 25. Juli 1802 wurde Dalberg nach dem Tod von Erzbischof Erthal der letzte regierende Kurfürst-Erzbischof von Mainz. Er konnte allerdings nur noch die rechts des Rheins gelegenen Gebiete regieren, denn die linksrheinischen Gebiete waren nach dem Frieden von Lunéville (9. Feb. 1801) bereits französisches Staatsgebiet geworden. Übrig geblieben war nur noch das kleine Vizedomamt in Aschaffenburg mit der Sommerresidenz der Mainzer Kurfürsten. Obwohl das Schicksal der Reichskirche bereits entschieden war, bemühte sich Dalberg um die Erhaltung der Bischofssitze. Auch wenn er den Bischöfen die weltliche Macht nicht bewahren konnte, so wollte er die Bischöfe doch weiterhin im jus dioecesanum sehen. Er konnte das auch tatsächlich durchsetzen, was jedoch von den Fürsten für unwichtig erachtet wurde.

### Übereignung von Regensburg
Als einziger geistlicher Fürst blieb Dalberg als Kurfürst-Erzbischof von Mainz von der Säkularisation verschont und behielt die Rechte eines weltlichen Herrschers. Als Reichserzkanzler sollte er aber seinen Sitz an den Ort des Reichstages nach Regensburg verlegen. Die Verhandlungen über die Entschädigungen für Dalberg und über den Zuschnitt seines zukünftigen Staatsgebildes in Regensburg führte der kurmainzische Staatsminister Franz Joseph von Albini mit dem französischen Gesandten Antoine de Laforêt. Der bekam seine Weisungen direkt von Napoleon und wurde später als Vertreter Frankreichs zum Reichstag nach Regensburg gesandt, wo er bei der Aushandlung und Durchsetzung des Reichsdeputationshauptschlusses eine wichtige Rolle spielte.
In den Verhandlungen konnte Albini dem Reichserzkanzler Dalberg ein Staatsgebiet sichern, das nicht nur das Gebiet des ehemaligen Hochstifts Regensburg und die Reichsabteien St. Emmeram, Obermünster und Niedermünster einschloss, sondern auch die Gebiete der damaligen protestantischen Reichsstadt Regensburg. Bereits am 24. November 1802 rückte ein militärisches Kontingent des neuen Landesfürsten Dalberg in Regensburg ein. Albini übernahm die Stadt, ein vom Ausmaß her komfortables Staatsgebiet, aber mit einer aufgesplitterten, ineffektiven Verwaltung. Die ehemalige Stadt Regensburg war nun als Fürstentum Regensburg hoffnungslos verschuldet und hatte ca. 22.000 Einwohner, von denen aber nur 8.000 Einwohner steuerpflichtig und die restlichen Einwohner völlig verarmt waren. Dalberg traf erst einen Monat später in Regensburg ein und bezog ein für ihn umgebautes Palais am Domplatz.

## Dalberg als weltlicher Fürst in Regensburg (1803–1810)

### Ämter und Würden
Zum Schutz des geistlichen Lebens kämpfte Dalberg um die Schaffung des Amtes eines Fürstprimas, unter dessen Aufsicht das kirchliche Leben erhalten werden könnte. Dabei ging es Dalberg nicht um die Schaffung einer papstfreien Nationalkirche, sondern nur um den Erhalt der Kirche in Deutschland. Der Reichsdeputationshauptschluss übertrug im Jahre 1803, da Mainz nun endgültig an Frankreich gefallen war, die Ämter des Mainzer Kurfürsten, des Reichserzkanzlers, des Erzbischofs von Mainz und des Primas für Deutschland von Mainz auf das Bistum Regensburg. Die Metropolitanrechte des neuen Erzbistums sollten sich zukünftig auf das gesamte rechtsrheinische Heilige Römische Reich erstrecken, ausgenommen die Hoheitsgebiete Preußens und Österreichs. Die Wahl für den Sitz des Reichserzkanzlers war auf Regensburg gefallen, weil sich dort der Reichstag versammelte.
§ 25 des Reichsrezesses besagt, dass die „Würden eines Kurfürsten, Reichs-Erzkanzlers, Metropolitan-Erzbischofs und Primas von Deutschland“ für immer mit dem Regensburger Bischofsstuhl verbunden sein sollten. Die Metropolitangerichtsbarkeit erstreckte sich auf alle deutschen Bistümer, mit Ausnahme der österreichischen unter Salzburg und der preußischen. Zu diesem Zwecke war aus den Gebieten des Fürstentums Aschaffenburg, der Reichsstadt (jetzt Grafschaft) Wetzlar und dem Fürstentum Regensburg das Kurfürstentum errichtet worden. Das Fürstentum Regensburg bestand zu dieser Zeit aus dem Hochstift Regensburg mit den Herrschaften Donaustauf, Wörth und Hohenburg, der Reichsstadt Regensburg, der Fürstabtei St. Emmeram, den Reichsstiften Obermünster und Niedermünster und allen Besitzungen der mittelbaren Stifte und Klöster Regensburgs.

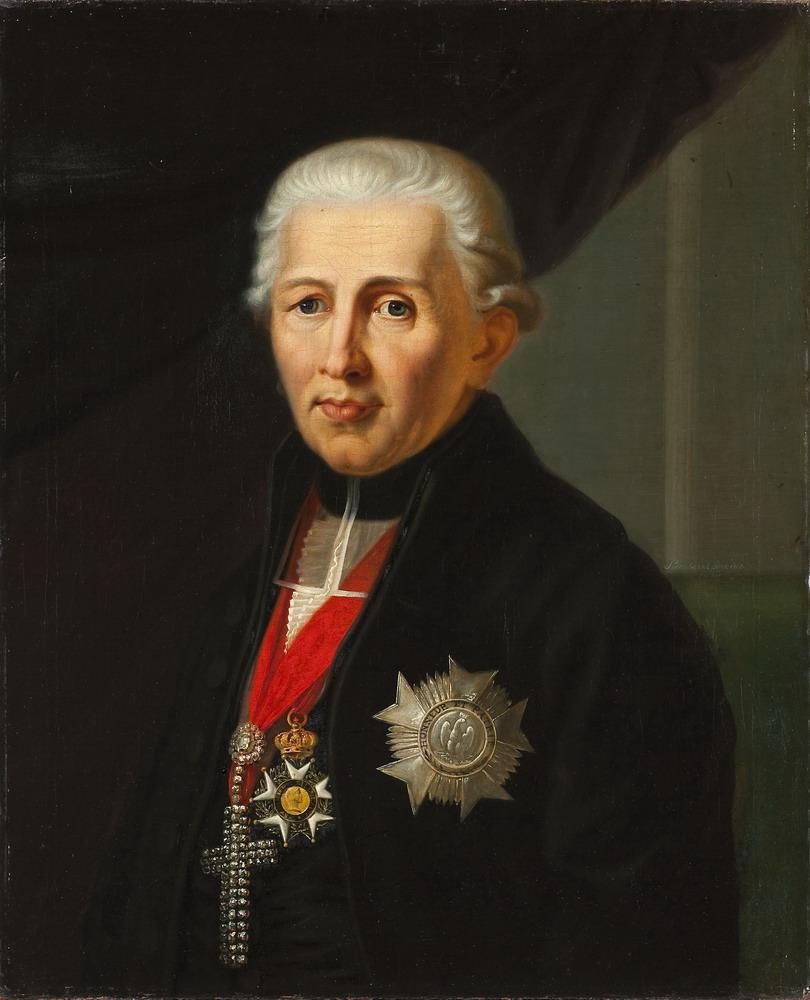
Karl Theodor von Dalberg 1812 (Ölgemälde von Franz Seraph Stirnbrand)

Da der bisherige Bischof von Regensburg Joseph Konrad von Schroffenberg-Mös noch lebte, beschränkte sich Dalberg lediglich auf seine Staatsgeschäfte. Erst mit dem Tod des Bischofs am 4. April 1803 ließ er das Domkapitel in seine kanonischen Rechte eintreten, das nun einen Kapitularvikar wählte und Dalberg die „administratio in spiritualibus“ antrug. Er nahm sie jedoch nur unter Vorbehalt der päpstlichen Bestätigung an und wandte sich an Papst Pius VII. mit der Bitte, der rechtsrheinischen Übertragung des Mainzer Sitzes nach Regensburg kanonische Kraft zu verleihen. Da Bayern aber einen Fürstprimas in Regensburg vermeiden wollte, opponierte Bayern mit allen Mitteln gegen Dalberg, einschließlich Verleumdungen bezüglich schismatisch-nationalkirchlicher Pläne. So erlangte Dalberg am 15. Juli 1803 lediglich die provisorische Administration über das Bistum Regensburg als Fürstbischof und erhielt seine Ernennung zum Erzbischof von Regensburg erst am 1. Februar 1805. Anlässlich der Kaiserkrönung Napoleons I. wollte Dalberg mit Papst Pius VII. bezüglich der kirchlichen Neuordnung Deutschlands in Verhandlungen treten. Er erhielt vom Papst zwar das Pallium, nicht aber die Aufnahme des Titels eines „Primas Germaniae“ in die Bulle, was wohl auf den Widerstand der Kurienkardinäle zurückzuführen ist. Allerdings erhielt Dalberg die mündliche Zusage des Papstes, dass er zur Führung des Titels berechtigt sei. So trug Dalberg den Titel Primas von Deutschland bis zu seinem Tode.
Da Dalbergs Staat auf einer schwachen Grundlage stand und einzig Napoleon die Kirchenpolitik bestimmte, wählte Dalberg Napoleons Onkel, Kardinal Joseph Fesch, im Jahre 1806 zu seinem Koadjutor. Diese ungesetzliche Ernennung, der eine kirchliche Zusage versagt blieb, war ein fataler Schritt schierer Verzweiflung zur Rettung der deutschen Kirche und wurde Dalberg selbst von Freunden schwer verübelt. Bei der Schaffung des Rheinbundes ließ sich Dalberg von Napoleon bewegen, als Fürstprimas an die Spitze des neuen Staatengebildes zu treten. Dieser Schritt, der bei anderen Fürsten als politische Notwendigkeit bzw. Opportunismus betrachtet wurde, wurde bei Dalberg als Verrat hingestellt. Dalbergs Verbindung mit Napoleon brachte ihn in ein immer schieferes Licht, je schroffer Napoleon den Papst behandelte und je mehr die Empörung in Deutschland gegen die Franzosen wuchs.

### Ausgangssituation in Regensburg
Nach der im Zuge der Übereignung von Regensburg an Dalberg geleisteten Vorarbeit des ehemaligen kurmainzischen Staatsministers Albini kam Dalberg im Dezember 1802 in Regensburg an, einige Wochen vor dem offiziellen Termin 25. Februar 1803, dem Tag, an dem der Reichsdeputationshauptschluss verabschiedet wurde. Als Residenz wurde ihm die 1800 zu einem repräsentativen klassizistischen Residenzgebäude umgebaute Dompropstei am Domplatz angeboten.
Mit Regensburg fand Dalberg eine Stadt vor, die sich angesichts des absehbaren Endes des Reichstages in einem desolaten Zustand befand und nicht den Charakter und das Aussehen einer Residenzstadt hatte. In einem Bericht an Talleyrand heißt es dazu: „Das völlige Fehlen jeglicher öffentlichen Wohlfahrt, der schlechte Zustand der Straßen und Wege, der zunehmende Mangel finanzieller Ressourcen lassen diese Stadt in einen wahrhaft erbärmlichen Zustand fallen“. Seit 1793 hatte die Stadt ihre Schuldverschreibungen nicht mehr eingelöst und die fälligen Zinsen verschlangen die Hälfte der geringen Steuereinnahmen. Die meist wohlhabenden Haushalte der Reichstagsgesandten lebten als „Ausländer“ steuerfrei und die vielen Angestellten und Untertanen der reichsfreien Stifte und Klöster zahlten nur geringe Schutzgelder. Die Stadt war eine Stadt der Bettler, die scharenweise vor den Kirchen hockten. Im Bericht eines Hofmeisters heißt es: „In Regensburg wird nichts fabriziert das in Betrachtung käme. Kein Zeichen von Leben, Handel, keine Tätigkeiten und kein Wohlstand.“ Die Beschreibungen der Zustände in der Stadt werden durch Berichte des französischen Botschafters Antoine de Laforêt bestätigt. In den Berichten werden neben der hohen Verschuldung das Fehlen einer Sozialfürsorge und nicht vorhandene Kranken- und Waisenhäuser, fehlende Schulen und Bildungseinrichtungen beschrieben. Als Ursache für die Missstände wird verwiesen auf das seit Jahrhunderten in unabhängige Herrschaftsbereiche mit unterschiedlichen Religionszugehörigkeiten aufgeteilte Gebiet der ehemaligen Reichsstadt und die dadurch zersplitterten Gebiete des neuen Staatsgebiets. Das Staatsgebiet des neuen Fürstentums Regensburg umfasste Reichsstifte wie das (katholische Hochstift Regensburg), katholische Klöster und Kollegiatstifte, protestantische Reichsherrschaften und katholische Freihäuser, wie zum Beispiel das Freihaus der Herrschaft Ehrenfels, der Ehrenfelser Hof, sowie die Gebiete, Häuser und Kirchen der protestantisch regierten ehemaligen freien Reichsstadt Regensburg. Infolge der Zersplitterung entwickelten sich unterschiedliche Strukturen, Verwaltungen, Rechts- und Finanzsysteme, die eine gemeinsame Entwicklung des neuen Staatsgebiets Fürstentum Regensburg erschwerten.
Die Lage der Stadt Regensburg und ihrer Bewohner wurde bedrohlich, als nach dem Reichsdeputationshauptschluss alle auswärtigen Gesandtschaften begannen, Regensburg zu verlassen. Damit ging der Stadt ein wichtiger Wirtschaftsfaktor verloren. Zugleich gab es Gerüchte, dass auch das Haus Thurn und Taxis die Stadt verlassen wolle. Das hätte den Verlust von Arbeitsplätzen für 200 Familien zur Folge gehabt und für die Stadt einen Umsatzverlust von 200.000 Gulden bedeutet. Dalberg begann Verhandlungen mit dem Fürstenhaus und bot für den Fall seines Verbleibs in Regensburg umfangreiche Vergünstigungen an. Das Haus Thurn und Taxis wurde zum Beispiel befreit von Staatsabgaben, Steuern und Einquartierungen im Kriegsfall und erhielt die Zivilgerichtsbarkeit über seine Bediensteten und die Mitglieder der Generalpostdirektion. Diese Vergünstigungen fanden ihre Fortsetzung 1806 in einer Deklaration, mit der Dalberg allen Wünschen des Hauses Thurn und Taxis ohne Änderungen nachkam. Damit konnte gesichert werden, dass Regensburg Wohnsitz der fürstlichen Familie blieb. Die endgültige Entscheidung über eine dauerhafte Niederlassung des Fürstenhauses in Regensburg fiel aber erst 1812 mit dem Postentschädigungsvertrag, in dem das Königreich Bayern dem Haus Thurn und Taxis die Gebäude des Klosters St. Emmeram als Entschädigungsobjekte übereignete.

### Umgang mit den Juden in Regensburg
(Siehe auch Regensburger Juden in der Dalberg-Zeit.)
Dringend war auch die Lösung der Frage zum Umgang mit der jüdischen Bevölkerung, die in der Reichsstadt Regensburg bei der Organisation und Abwicklung der Reichstage als Schutzjuden der Pappenheimer bisher eine wichtige Rolle gespielt hatten. Unter dem neuen Landesherren Karl Theodor von Dalberg traten die Pappenheimer unter Karl Theodor von Pappenheim ihre Schutzrechte für die Regensburger Judenschaft gegen eine erhebliche finanzielle Entschädigung an den neuen Landesherren Karl Theodor von Dalberg ab, der damit zum neuen Schutzherrn der Regensburger Juden wurde. Als Landesherr war Dalberg aber nicht bereit, weitergehende Wünsche der Juden nach Bürger- und Handelsrechten zu erfüllen. Er machte jedoch Ausnahmen und verlieh drei wohlhabenden jüdischen Familien beschränkte Rechte zum Großhandel, verbunden mit einer jährlich zu zahlenden Vermögenssteuer.

### Bildung einer Regierung
Sehr innovativ war die Berufung des sog. Landesdirektoriums als eine Art Kollegial-Regierung mit dem Regierungssitz im Bischofshof. In die Regierung wurden führende Köpfe der Stifte und des ehemaligen Magistrats der Stadt berufen. Zum Leiter des Gremiums berief Dalberg Kaspar Maria von Sternberg, einen Mann von aufgeklärter Gesinnung, der wie er selbst Domherr aber auch Naturwissenschaftler war. Als Schwerpunkte der Regierungsarbeit entschied sich Dalberg angesichts einer hohen Kindersterblichkeit und schlechter Ausbildungsverhältnisse für die Verbesserung von Bildungswesen und Gesundheitssystem. Zusammen mit Bayern wurde auch in Regensburg die Schulpflicht eingeführt, die Ausbildung der Lehrer verbessert und ihre Gehälter erhöht.

### Aufbau einer Stadtverwaltung
Bereits im Juli 1803 begann der Aufbau der Stadtverwaltung unter Leitung von Staatsminister Albini und Staatssekretär Graf Karl Christian Ernst von Bentzel-Sternau. Letzterer hatte bereits in Kurmainz die Geschäfte geführt und entwarf nun eine „Verfassung für Regensburg“. In der neuen Verfassung wurde Religionsfreiheit gewährt, was auch für das Bürgerrecht Folgen hatte.
Das Bürgerrecht, das in der Reichsstadt Regensburg nur von Protestanten erworben werden konnte, wurde unabhängig von der Religionszugehörigkeit.
Als sehr schwierig erwies sich die Reform des Rechtswesens. Voraussetzung der Reform war die Trennung von Verwaltung und Justizwesen, die zur gleichen Zeit auch im Königreich Bayern betrieben wurde. Es wurde ein Oberlandesgericht eingerichtet, jedoch blieb das Gesamtvorhaben unvollendet und konnte nur im Ansatz gelöst werden, auch weil es zu wenig ausgebildete Juristen gab.
Zum Polizeidirektor wurde Heinrich Johann Bösner berufen. Er sollte eine Neuordnung der Stadtbezirke (Wachten), die Benennungen der Straßen mit noch heute gültigen Straßennamen und die Erfassung aller Häuser durchführen.
Damit verbunden war auch der Erlass einer Feuerverordnung mit Bauvorschriften und Anweisungen für Rettungsarbeiten.
Nötig waren auch die Erfassung der Stadtbefestigungsanlagen und neue Bezeichnungen und Nummerierungen der Türme der Stadtmauer. Hintergrund dieser Maßnahmen war die Erfassung von Grundstücken und Häusern zum Zweck der Besteuerung. Geplant war auch die Nutzung bzw. der Verkauf von Grundstücken in nicht mehr benötigten städtischen Außenbereichen der Stadtbefestigungsanlagen an Orten von teilweise bereits beseitigten Außenwerken. Dort hatte schon einige Jahre zuvor auf Initiative von Fürst Karl Anselm von Thurn und Taxis die Anlage der heutigen Fürst-Anselm-Allee begonnen. Stadtgraben und Zwingergelände durften zwar nicht zerstört werden, sollten aber verpachtet und dann gärtnerisch und zum Anbau von Gemüse genutzt werden.
Die unhaltbaren hygienischen Verhältnisse auf dem Domfriedhof veranlassten Dalberg schon 1803, dessen Auflassung zu verfügen. Als Ersatz wurde der bereits vor dem Peterstor existierende protestantische Petersfriedhof nach Süden mit einem katholischen Friedhof erweitert. Die Maßnahme hatte nur kurzzeitig Bestand bis zum Erweiterungsbau des südlich benachbarten Bahnhofs. Außerdem ließ Dalberg alle ehemaligen Hinrichtungsstätten und Richtplätze vor den Toren der Stadt beseitigen.

### Sanierung der Finanzen
Nachdem schon 1793 der Reichshofrat in einem Urteil die durchgreifende Reform des ruinösen Regensburger Finanzhaushaltes gefordert hatte, musste Dalberg als neuer Landesherr einen Tilgungsplan für eine Schuldenlast der Stadt von 1,53 Millionen Gulden mit jährlichen Schuldzinsen von 72.000 Gulden aufstellen. Vorgelegt wurde ein 40-jähriger Tilgungsplan, mit dem es trotz wirtschaftlich schwieriger Zeiten gelang, die Schuldenlast bis zum Übergang von Regensburg an das Königreich Bayern im Jahr 1810 auf 1,27 Millionen Gulden abzusenken mit jährlichen Schuldzinsen von 59.000 Gulden. Danach wurde der Tilgungsplan unter bayerischer Regierung fortgesetzt.
Auch das von einer religiös paritätisch besetzten Stiftung betriebene Katharinenspital, das unter der Aufsicht der Reichsstadt Regensburg stand, war beim Regierungsantritt von Dalberg mit 16.000 Gulden hoch verschuldet. Dem von Dalberg eingesetzten Verwalter gelang es in einigen Jahren, die Verschuldung deutlich zu verringern.

### Förderung der Wissenschaften
Schon vor der Dalbergzeit hatten die Wissenschaften in Regensburg einen beachtlichen Aufschwung erlebt. In den klösterlichen Akademien von St. Emmeram und in der gelehrten Schottenabtei St. Jacob, die über Regensburg hinaus bekannt waren, arbeiteten Mönche und bürgerliche, katholische und protestantische Gelehrte zusammen und es herrschte große Toleranz, was dem Wesen von Dalberg entsprach. Er unterstützte den Benediktinermönch Placidus Heinrich mit jährlichen Zuwendungen, so dass es diesem Gelehrten möglich wurde, eine neue Methode zur Bestimmung der Maße und Gewichte des Fürstentums Regensburg zu etablieren, mit dem eine Vereinheitlichung des Maßsystems nach dem französischen Vorbild des „mètre“ erfolgte.
Seinerseits stiftete Dalberg einen Lehrstuhl für Botanik am bischöflichen Lyzeum, dem Vorläufer der Philosophisch-Theologischen Hochschule Regensburg. Der Lehrstuhl wurde von David Heinrich Hoppe besetzt und blieb es auch noch nachdem 1810 Regensburg bayerisch wurde. Hoppe war Gründer der bereits 1790 gegründeten Botanischen Gesellschaft und Dalberg hatte sich bereits kurz nach seiner Ankunft 1803 als Freund und Gönner dieser Gesellschaft erwiesen. Er überließ der Gesellschaft ein Gartengelände von Kloster Emmeran, um dort einen botanischen Garten anzulegen. Als später das Grundstück 1813 von Bayern an das Haus Thurn und Taxis verkauft wurde, schenkte Dalberg der botanischen Gesellschaft 2000 Gulden zum Kauf eines Ersatzgrundstückes im östlichen Abschnitt der Fürst-Anselm-Allee für einen Garten, der bis 1854 bestand.
Dalberg begann 1806 mit der Einrichtung einer öffentlichen Kunstschule zum Erlernen des handwerklichen Zeichnens, die 1810 zu einer Akademie für künstlerisches Zeichnen erweitert werden sollte. Während der Unterricht im handwerklichen Zeichnen tatsächlich stattfand, blieb die Verwirklichung der geplanten künstlerischen Akademie unter Leitung der freischaffenden Künstler Joseph Franz von Goez und Joseph Bouillot ein Wunschtraum, der nach dem Übergang von Regensburg an Bayern nach 1810 nicht mehr verfolgt wurde.

### Säkularisation
Nach dem überraschenden Tod des Regensburger Fürstbischofs Schroffenberg wurde Dalberg vom Papst zu dessen Nachfolger ernannt. Er war damit Landesherr, geistlicher Administrator und Oberhaupt des Bistums Regensburg einschließlich der evangelischen Gemeinde. In dieser Doppel-Funktion war Dalberg auch mit der Säkularisation der Klöster befasst. Rein rechtlich hätte er nun im Zuge von Maßnahmen zur Säkularisation die Kirchengüter in Regensburg verstaatlichen können, jedoch tat er das nicht. Deshalb überstanden die Regensburger Stifte und Klöster als einzige in Deutschland die ersten drastischen Maßnahmen im Verlauf der folgenden Säkularisation, so wie sie in anderen Städten stattfanden.
Als dann Regensburg 1810 nach Eingliederung in das neu entstandene Königreich Bayern bayerisch wurde, war der Eifer für Verstaatlichungen bereits abgeflaut und die bayerische Regierung verzichtete endgültig zum Beispiel auf die Säkularisation des Dominikanerinnenklosters Heilig Kreuz und des Klarissenklosters, denen Dalberg die Grundschulausbildung der Mädchen anvertraut hatte. Auch das umstrittene, exklusive Damenstift Obermünster und das Kloster Sankt Emmeram, das sich durch die Arbeiten des Mönches Placidus Heinrich in einer Phase höchster wissenschaftlicher Blüte befand, wurden dann nicht mehr rabiat säkularisiert. Dalberg hatte zuvor die Säkularisation umsichtig, rücksichtsvoll und vorausschauend betrieben. Er hatte sich als gütiger und kunstsinniger Regent erwiesen, der nicht nur einen ausgeprägten Sinn für naturwissenschaftliche Bedürfnisse, Einrichtungen, Forschungen und für die benötigte Geräte hatte, sondern auch sozial engagiert war. So blieben die Bibliothek und die wertvolle Gerätesammlung der Emmeramer Mönche unangetastet. Sie wurden nicht verkauft, sondern sogar noch mit eigenem Geld von Dalberg erweitert und verbessert, weil er erkannt hatte, dass das Kloster St. Emmeram auch ein Auftraggeber für die städtischen Handwerker war.
Die Dominikanerinnen konnten ihr Kloster dauerhaft weiter betreiben und übernahmen dem Wunsch Dalbergs entsprechend weiterhin den Grundschulunterricht für Mädchen. Das führten die Nonnen auch fort, als Regensburg 1810 an das Königreich Bayern fiel. Auf diese Weise gelang es den Dominikanerinnen, auch ihr Kloster dauerhaft zu erhalten.

### Soziale Reformen
Dalberg verfügte 1805 die Gleichstellung und Gleichbehandlung von ehelichen und unehelichen Waisenkindern. 1809 ordnete er die Rückverlegung der evangelischen Waisenkinder an, die seit 1725 an der Brunnleite nahe der Donau in einem stadteigenen Gebäude untergebracht waren, in dem auch ein Zuchthaus betrieben wurde. Für die Kinder wurde am alten Standort westlich des evangelischen Bruderhauses am Emmeramsplatz ein neues Waisenhaus gebaut, um die Kinder dem schlechten Einfluss der Strafgefangenen zu entziehen.
Im Jahr 1806 ließ Dalberg die städtische Hinrichtungsstätte, die seit 1503 bestehende sog. Köpfstatt vor dem Jakobstor an der Einmündung zur Dechbettener Straße beseitigen. Bei der Köpfstatt handelte es sich um eine kreisrunde Anlage, Durchmesser ca. 5 m, Wandhöhe 3 m, mit einer flacher Plattform, die aus dem Inneren über Treppenstufen erreichbar war. Die Köpfstatt war der Ort für ehrenvolle Hinrichtungen mit dem Schwert, die in früheren Jahrhunderten auch auf Plätzen in der Stadt stattfanden.

### Gesundheitssystem
Das Gesundheitssystem war beim Regierungsantritt von Dalberg in einem mehr als bedenklichen Zustand. Nur jeder dritte Einwohner wurde älter als 50 Jahre und ein Drittel der Bevölkerung starb vor dem 13. Lebensjahr. Die Kinder- und Säuglingssterblichkeit war besonders hoch. Dalberg löste das bei seinem Regierungsantritt nicht mehr aktive Collegium medicum auf und gründete einen Sanitätsrat mit an Universitäten ausgebildeten Ärzten und Apothekern. Mitglieder des Sanitätsrates wurden der Stadtphysikus Johann Jakob Kohlhaas sowie der Botaniker David Heinrich Hoppe. Sie verfolgten und vertrieben unnachsichtig Kurpfuscher und Quacksalber, die noch überwiegend in Klöstern und in den exterritorialen Gesandtschaften agierten.
Die schon 1801 in Regensburg eingeführte, aber auf Widerstand in der Bevölkerung stoßende Pockenschutzimpfung wurde mit den relativ harmlosen Viren der Kuhpocken durchgeführt und von Dalberg massiv gefördert. Die Impfungen wurden von seinem Hofarzt Johann Heinrich Lang (* 1773; † 1853) kostenlos im evangelischen Bruderhaus durchgeführt und von Dalberg mit jährlichen Zuschüssen finanziert.
Das katholische Siechen- und Krankenhaus St. Josef für arme Dienstboten in der Ostengasse ließ Dalberg 1807 durch den Hofarchitekten Herigoyen um einen Flügel für arme Kranke evangelischer Konfession erweitern und finanzierte die Maßnahme mit eigenem Geld.

### Förderung von Baumaßnahmen

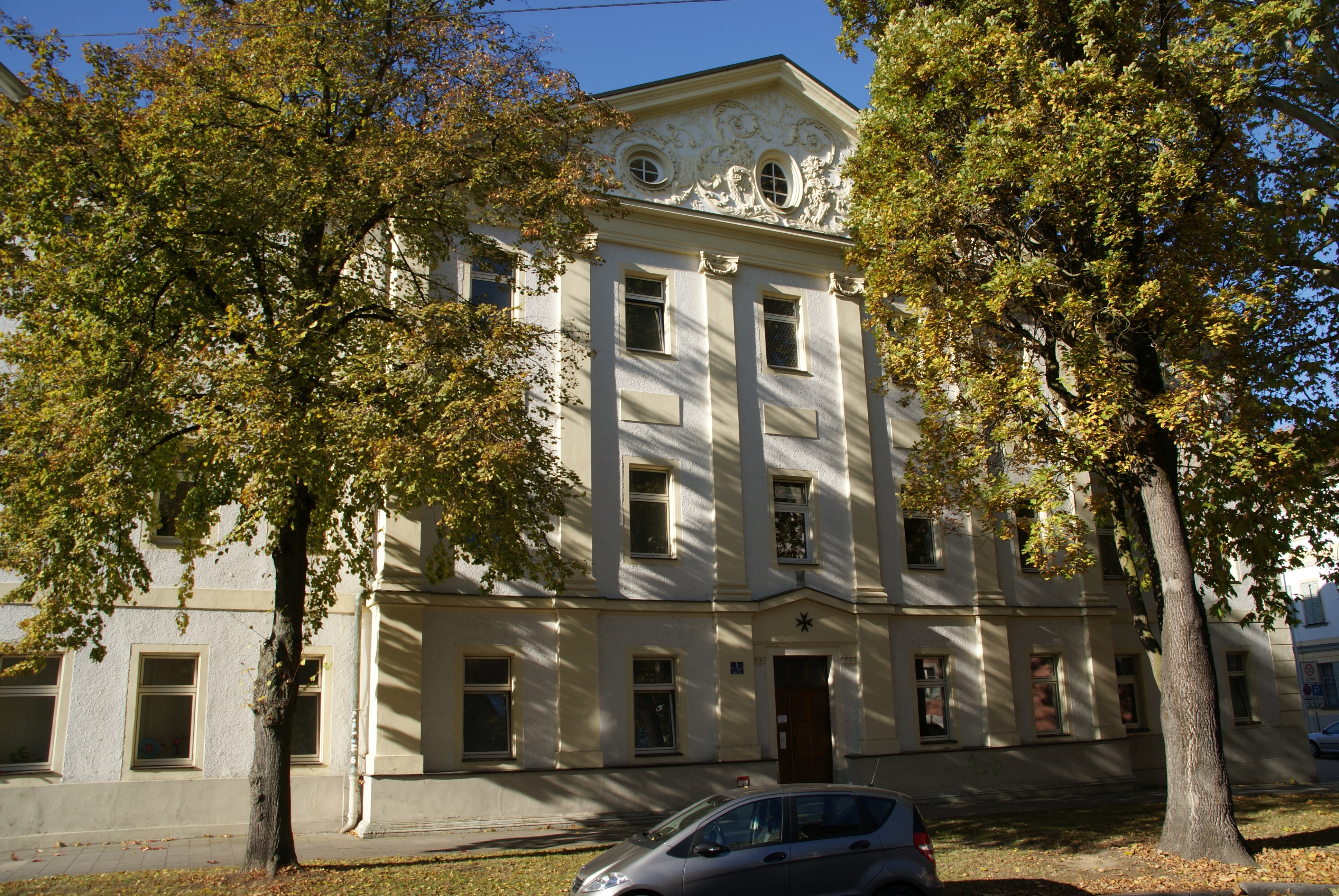
Ehemalige Porzellanfabrik, ein Stockwerk ergänzt 1908 (Heinrich Hauberrisser)

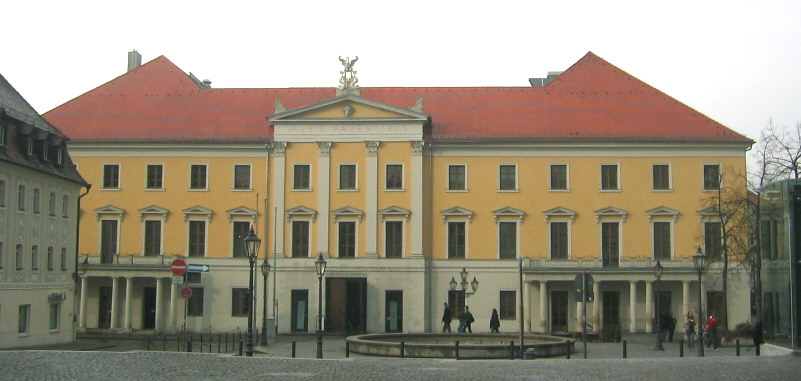
Theater Regensburg

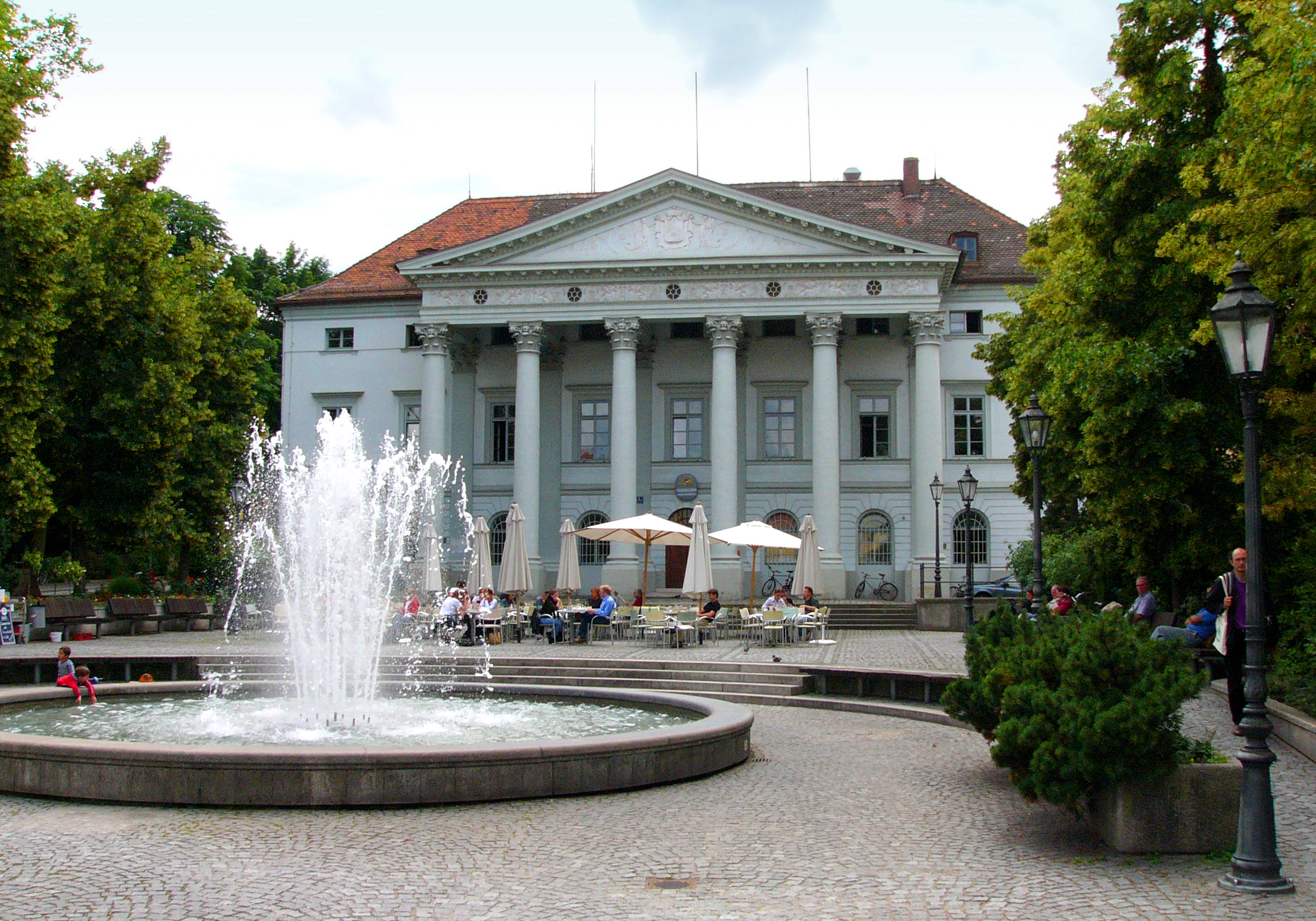
Ehemalige Französische Gesandtschaft (Präsidialpalais)

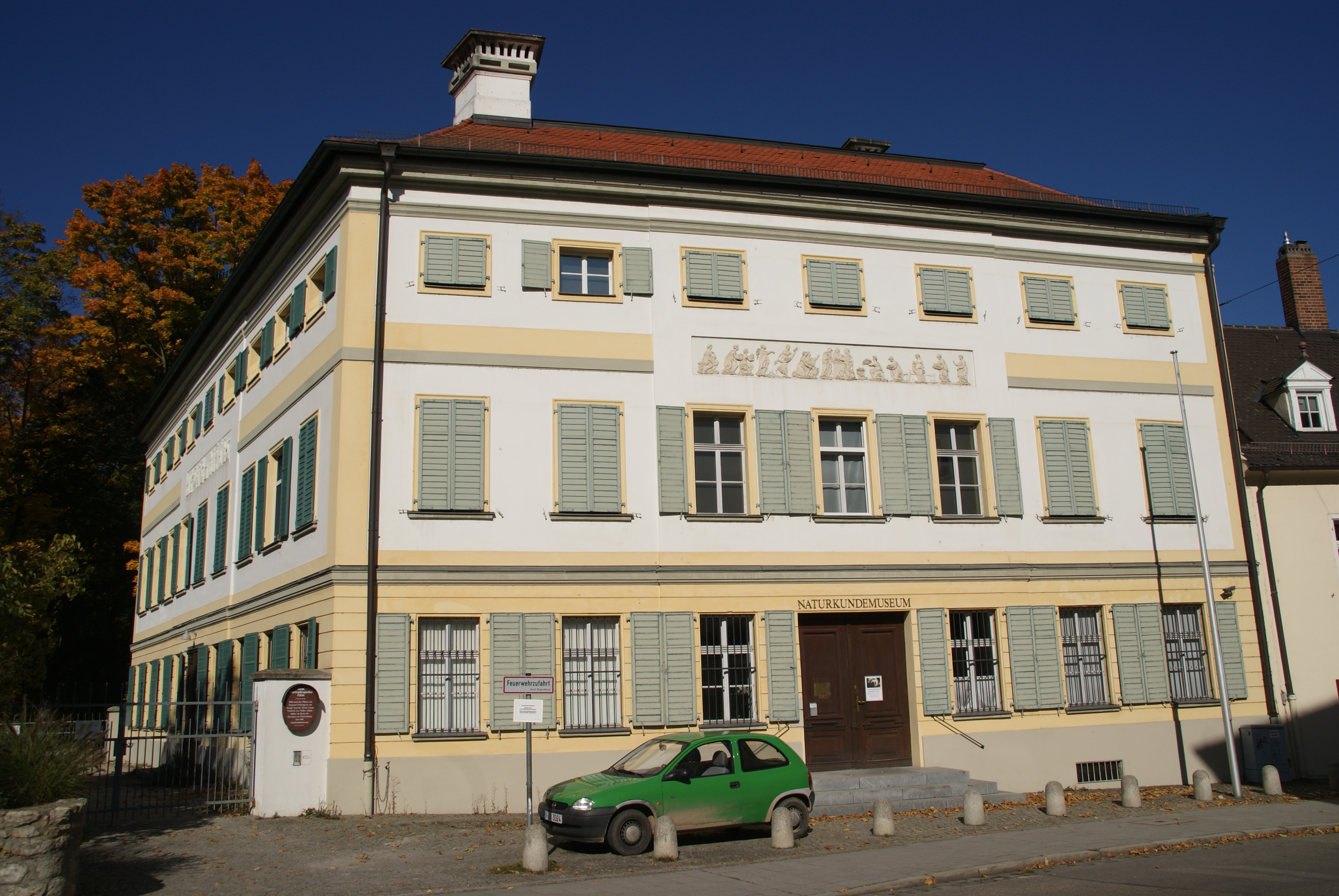
Ehemaliges Müller-Palais, heute: Württembergisches Palais

Dalberg und der von ihm angeworbene Baumeister Emanuel Herigoyen wollten der damals nach Aussagen von Zeitzeugen heruntergekommenen Stadt ganz bewusst ein neues, modernes, Aussehen nach französischem Vorbild geben. Diese Absicht behielt er auch bei, nachdem 1809 napoleonische Truppen in der Schlacht bei Regensburg die Gebäude der südöstlichen Altstadt stark zerstört hatten. Der Wiederaufbau dieses vor den Zerstörungen von engen und verwinkelten Gassen gekennzeichneten Stadtteils erfolgte schachbrettartig mit der breiten, geradlinigem Maximilianstraße und der rechtwinklig kreuzenden Königsstraße. Herigoyen, der bereits in Kurmainz gebaut hatte, wurde zum Stadt- und Landbaumeister für das Fürstentum Regensburg berufen.
- Schon früh förderte Dalberg die Pläne zur Ansiedlung einer Porzellanfabrik auf dem Zwingergelände am Singrün in der Absicht, die Industrie und den Wohlstand in der Stadt zu fördern. Betreiber der Fabrik war der Unternehmer Johann Heinrich Koch, der 1765 das Bürgerrecht erworben hatte und ein Schwager des Regensburger Großkaufmannes Dittmer war. Dalberg wies die Verwaltung an, einen günstigen Kaufpreis für das Gelände auszuhandeln und die Ableitung des Abwassers über den Stadtgraben zu erlauben. Er gewährte dem Fabrikanten für 5 Jahre das Privileg zur alleinigen Herstellung von Porzellan und Prämien für die Ausfuhr der Produkte über eine Verschiffung auf der Donau. 1804/05 entstand das noch heute vorhandene, palaisartige Fabrikationsgebäude und ein Werksgebäude mit Brennerei, in denen zunächst sog. Türkenbecher und Gebrauchsgeschirr produziert wurde. Unter verschiedenen Besitzern wurde bis 1869 produziert.[11]
- 1803 erteilte Dalberg Emanuel Herigoyen den Auftrag zum Bau eines Theater- und Gesellschaftshauses. Der Bauplatz wurde von Dalberg zur Verfügung gestellt, der die Baumaßnahme außerdem mit 27.000 Gulden finanzierte. Der Theaterbau wurde im Laufe eines Jahres abgeschlossen und teilte den ehemaligen Jakobsplatz in die zwei neuen Plätze Arnulfsplatz und Bismarckplatz.
- Südlich des neuen Theaters wurde als architektonischer Abschluss der Platzanlage von Herigoyen ein weiteres repräsentatives, klassizistisches Palais – das heutige Präsidialpalais errichtet. Das Gebäude diente als Sitz der französischen Gesandtschaft am Reichstag.
- 1804 verkaufte Dalberg mehrere Grundstücke im Bereich der nordwestlichen Stadtbefestigungsanlagen, darunter auch das Gelände der 1665 erweiterten Prebrunnbastei, an den Thurn und Taxischen Hofrat Georg Friedrich Müller. Der ließ dort das später als Württembergische Palais bezeichnete Gebäude erbauen und das Gelände der Prebrunnbastei zu einer Gartenanlage umgestalten, die später zum Herzogspark wurde.[11]
- Langfristig erfolgreich war auch Dalbergs Umgang mit Grundstücken und Gebäuden des Deutschen Ordens, die 1809 nach Auflösung des Ordens an ihn als Landesherren fielen. Er veräußerte das Areal und Gebäude an einen Unternehmer, der dort auf dem Ägidienplatz das damals größte Industrieunternehmen in Regensburg, die Bleistiftfabrik Rehbach errichtete.[11]
- Ein Jahr nach dem Tod des Fürsten Karl Anselm von Thurn und Taxis förderte Dalberg 1806 das Andenken an den verstorbenen Fürsten durch Erweiterung und Pflege der auf Veranlassung des Fürsten angelegten Baumallee, die noch heute die innere Altstadt umfasst. Zusätzliche Pflanzungen von Bäumen vor dem Peterstor und dem Jakobstor sowie ein jährlicher Zuschuss von 2000 Gulden zum Unterhalt der Anlagen sollten den Erhalt der Allee unterstützen. Außerdem initiierte und förderte Dalberg den Bau eines Obelisken zum Gedenken an den verstorbenen Fürsten. Der Obelisk wurde nach einem Entwurf des Hofbaumeisters Herigoyen aus Steinen der Stadtmauer errichtet und bietet noch heute einen eindrucksvollen Zugang zu der Baumallee, die über das Jakobstor nach Westen zunächst zum Stadtpark führt und von dort nach Norden bis hin zur Donau und zum Herzogspark.
- Dalberg unterstützte auch den Bau des Kepler-Monuments. Es stand vor der Erbauung des heutigen Bahnhofs weiter östlich, unweit der einstigen Grabstelle von Kepler, die – wie auch viele andere protestantische Grabstätten – im Verlauf der Kämpfe um Regensburg (1632–1634) während des Dreißigjährigen Krieges von bayerischen Truppen zerstört worden waren.[11]
- Das katholische Siechen- und Krankenhaus St. Josef für arme Dienstboten in der Ostengasse ließ Dalberg 1807 durch den Hofarchitekten Herigoyen um einen Flügel für arme Kranke evangelischer Konfession erweitern.[11]

Im Auftrag von Dalberg, aber auch auf eigene Initiative hat sein Hofbaumeister Herigoyen viele Gebäude und auch private Villen im inneren Stadtgebiet von Regensburg errichtet. Wie die Herigoyen-Werkliste zeigt, prägen diese Gebäude, wie zum Beispiel das Thon-Dittmer-Palais und das Dörnbergpalais, das Stadtbild noch heute. Nachdem 1809 der südöstliche Stadtteil Regensburgs im Verlauf der Schlacht bei Regensburg total zerstört worden war, unterstützten Dalberg und Herigoyen die betroffene Bevölkerung auch mit neuartigen Plänen zum Wiederaufbau, darunter auch die schachbrettartige Neuanlage der bisherigen verwinkelten Gassen. Die Zerstörungen waren jedoch so umfangreich, dass der Wiederaufbau und besonders die Neugestaltung der Straßenzüge – wie zum Beispiel die geradlinig verlaufende Maximilianstraße – noch viele Jahre dauerte.
Auch außerhalb der Metropolen förderte von Dalberg Industrie und Bautätigkeit. In der Salzstadt Orb ließe er neue Gradierwerke, Verwaltungsgebäude, Sudhäuser und Wohnungen für die Angestellten der Saline errichten.

### Abschied von Regensburg
1810 übergab Napoleon das Dalbergsche Fürstentum Regensburg an das Königreich Bayern und Dalberg musste sich als Landesherr von Regensburg verabschieden. Er tat das mit folgender Abschiedserklärung die gedruckt und in der Stadt verteilt wurde.

„An sammtliche biedere Einwohner des Fürstenthums Regensburg.
 Die göttliche Vorsehung hat mich nach Regensburg geführt woran ich nicht dachte.
Ich fand biedere edle Menschen, und meine Pflichten geboten mir, soviel für ihr Wohl zu wirken, als mir möglich war.
Ein anderes Schicksal entfernt mich nun von Regensburg.
 Unvergeßlich ist mir, daß ich dankbare Gemüther, biedere redlich fühlende Herzen fand.
Schmerzlich ist für mich die Trennung: nach so wenig Tagen, die ich noch zu leben habe, tröstet mich jedoch,
daß ihr guter König für seine treue Unterthanen ein väterlich treues Herz hat;
daß die Regensburger ursprünglich dem deutsch–bayerischen Volke angehören;
daß der prächtige Donaufluß nun uneingeschränkt ihre Schiffahrt befördert;
 daß Regensburg und Stadtamhof nun einen nehmlichen Endzweck gemeinsamer Wohlfahrt haben;
daß die Landesfracht und Mauthen nehmliche gemeinsame Beförderung erhalten;
daß Regensburg eine der ehemaligen bayerischen Hauptstädten war, nun eine nehmliche gemeinsame Beförderung erhaltet.
 Möge doch der Segen des Himmels das Wohl dieser guten Stadt und Land aus so vielen traurigen Schicksalen des Krieges befördern,
und in bluhenden Friedensjahren ihr und ihren fruchtbaren schönen Gegenden, diese glücklichere Zeiten vergönnen.
Dies wird immer der aufrichtige Wunsch seyn des treuen Freundes Carl von Dalberg.“

## Großherzog von Frankfurt (1810–1814)

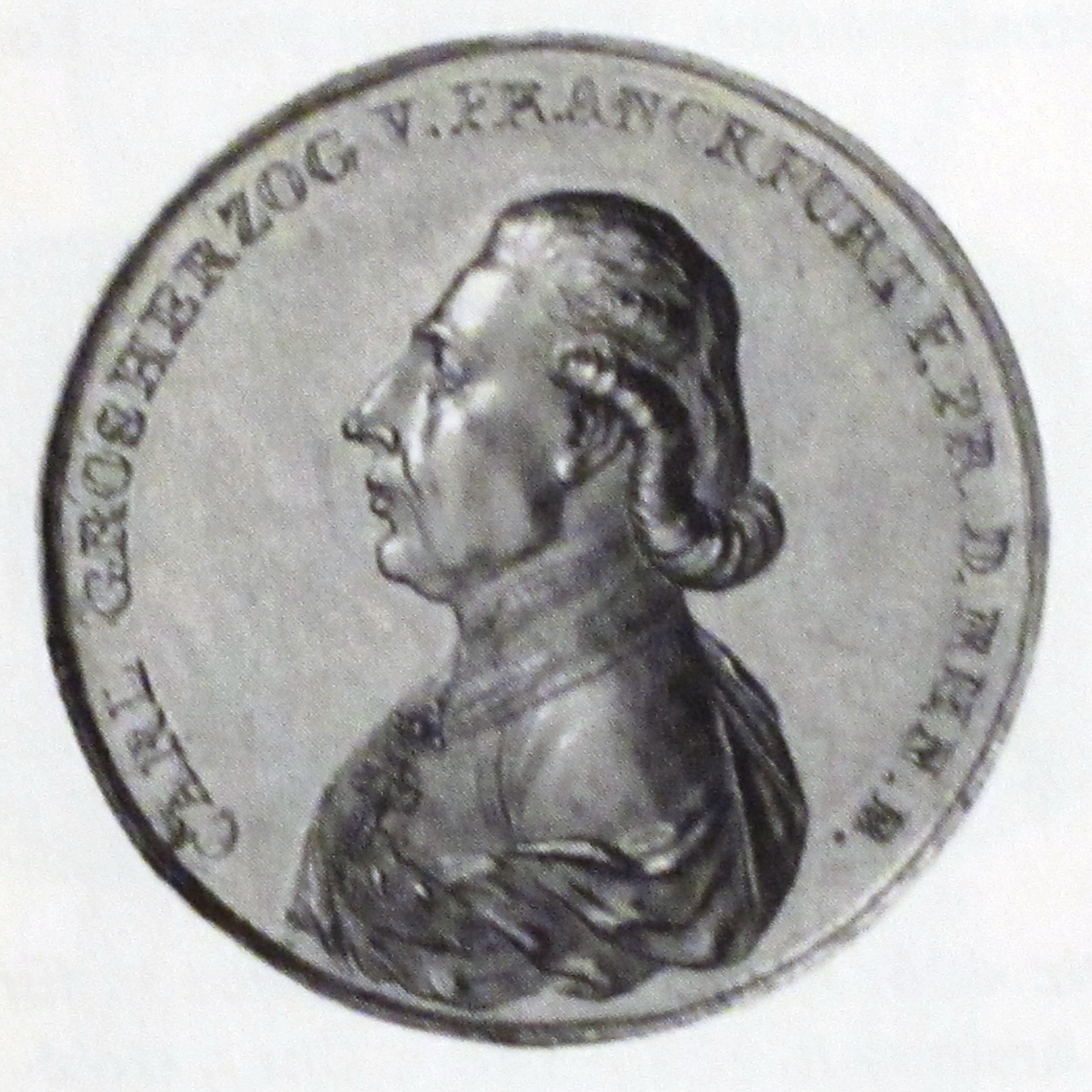
10 Dukaten (1810) auf die Ernennung Dalbergs zum Großherzog von Frankfurt

Dalberg erhielt als Entschädigung das neu gebildete Großherzogtum Frankfurt, das ohne Beziehung zu seiner geistlichen Würde stand. (Zu seiner Regierungstätigkeit dort siehe: Großherzogtum Frankfurt)
1811 reiste Dalberg nach Frankreich und nahm am Pariser Nationalkonzil teil, wo er für die Freilassung des Papstes eintrat. Als Großherzog (1810–1813) stand ihm der Titel „Königliche Hoheit“ zu. Drei Jahre später war diese Episode vorbei. Kurz vor der Völkerschlacht bei Leipzig, die im Oktober 1813 das Ende von Napoleons Herrschaft einleitete, flüchtete Dalberg über Konstanz zunächst in die Schweiz und kehrte im März 1814 nach Regensburg zurück. Er verzichtete auf alle weltlichen Würden und Titel und beschränkte sich mit Erlaubnis des bayerischen Königs Maximilian I. Joseph auf seine Funktion als Bischof von Regensburg.

## Letzte Lebensjahre, Tod und Begräbnis

### Rückkehr nach Regensburg und Tod
Mit dem Sturz Napoleons verlor Dalberg im Jahre 1814 seine weltliche Herrschaft. Nach seiner Rückkehr aus der Schweiz verließ er ab März 1814 Regensburg nicht mehr für längere Zeit und widmete sich seinem geistlichen Amt als Bischof. Er wohnte zurückgezogen und bescheiden in einem Kanonikalhof des Domkapitels am westlichen Ende der Drei-Kronen-Gasse und hatte auf Fürsprache seines alten Freundes Wilhelm von Humboldt vom Wiener Kongress eine Pension zugebilligt bekommen, die aber nur stockend gezahlt wurde. Im Sommer 1816 wurde Dalberg vom Schriftsteller Jean Paul besucht, dem er in finanziellen Notlagen geholfen hatte. Weitere Besucher und Freunde waren ihm der in Regensburg lebende, ehemalige preußische Botschafter Johann Eustach von Görtz und der inzwischen in Prag lebende Kaspar Maria von Sternberg, wenn der die Sitzungen der Botanischen Gesellschaft in Regensburg besuchte. Dalbergs letzter Hirtenbrief war eine kurz formulierte Absage an eine Welt der Eitelkeiten.

„Ich blicke zurück und wie ein Augenblick dünkt mir die Zeit meines Lebens, die hinter mir ist
 und wenn ich überdenke was ich gesehen und gehört
 und was mit Mühe und Arbeit ich angestrebt habe und andere anstreben sah 
 so muss ich ausrufen: Alles ist Eitelkeit.“

Dalberg starb am 10. Februar 1817 an den Folgen eines Schlaganfalls am Tag seines Geburtstags. Sein Sterbehaus, der Kanonikalhof am westlichen Ende der Drei-Kronen-Gasse – wurde 1936 abgebrochen. Der heute dort vorhandene Neubau eines großen Bankhauses trägt eine Gedenktafel, die an den Fürsten erinnert mit den Worten: 

„In diesem Hause schloß sein vielbewegtes Leben
der große Wohltäther Regensburgs
Karl Theodor Anton Maria Freiherr von Dalberg
Reichserzkanzler und Kurfürst, Fürst-Primas,
Erzbischof und souverainer Fürst von Regensburg
73 Jahre alt, am 10. Februar 1817.“

### Begräbnis, Denkmal und Andenken

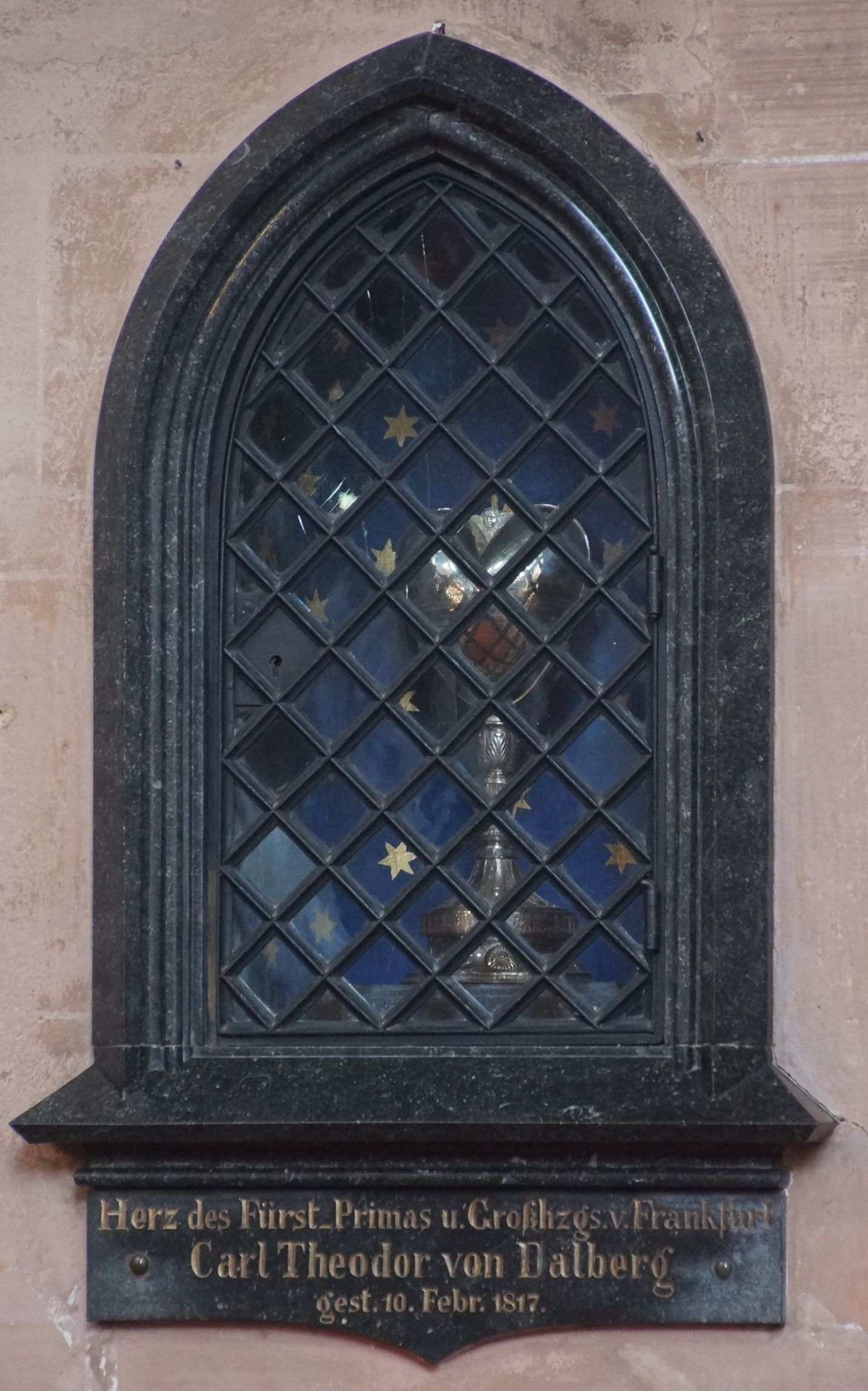
Herzurne des Karl Theodor von Dalberg in der Stiftskirche von Aschaffenburg

Das Herz von Dalberg wurde als eine Getrennte Bestattung in einer Silberkapsel/Herzurne in der Stiftskirche von Aschaffenburg beigesetzt, wo sich die Kapsel noch heute befindet.
Wie im Testament festgelegt fand die Bestattung von Dalberg mit Zustimmung des bayerischen Königs im Regensburger Dom statt, obwohl dieser Begräbnisort nach der Säkularisation den Mitgliedern der königlichen Familie vorbehalten war. König Maximilian Joseph hatte jedoch ohne zu zögern dem Wunsch des Verstorbenen, im Dom begraben zu werden, zugestimmt. Der Eichensarg wurde im Mittelschiff des Doms zwischen dem 1. und dem 3. Betstuhl links platziert. Die Verschlussplatte mit Inschrift, Chronogramm und Sterbejahr 1817 wurde bereits kurz darauf bei Pflasterarbeiten zerstört. Erst seit 1944 erinnert eine neue kleine Tafel an den Ort der Grablege.

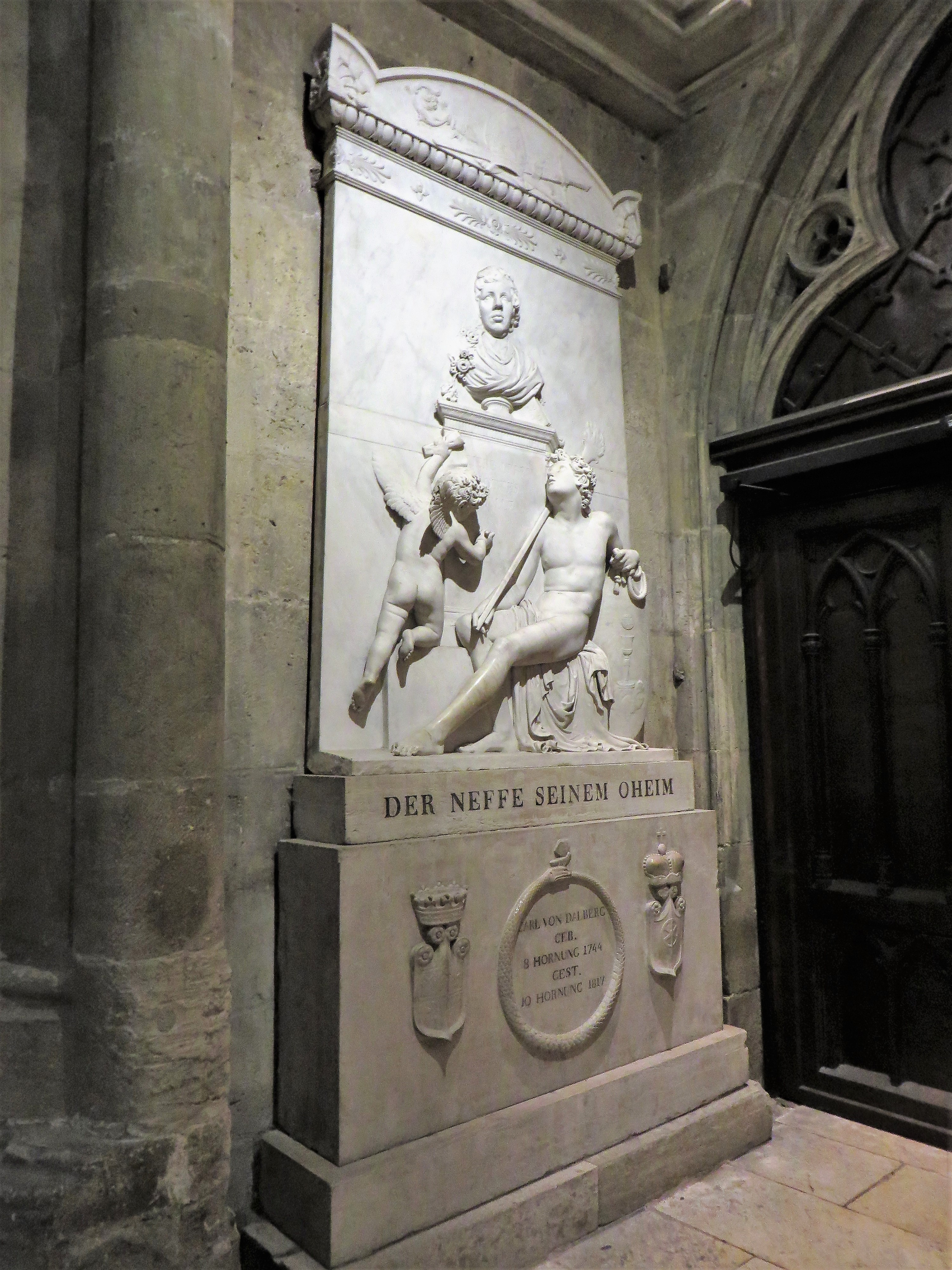
Dalberg Epitaph im Regensburger Dom

Das für Dalberg 1824 von dem italienischen Bildhauer Luigi Zandomeneghi (1778–1850) geschaffene Epitaph aus Carrara-Marmor hat seit Mitte des 19. Jahrhunderts seinen Platz nicht mehr am ehemaligen Standort nahe der Grabstätte Dalbergs im Mittelschiff des Doms. Das Denkmal befindet sich abseits gelegen, nahezu verborgen im schmalen nördlichen Durchgang zum Domschatzmuseum. Obwohl es als ein Hauptwerk der klassizistischen Skulptur im Raum Regensburg gelten kann, fristet es dort ein Schattendasein und wird oft übersehen.
Erst längere Zeit nach dem Tode Dalbergs war es zu einer öffentlichen Aufforderung gekommen, dass es eine heilige Pflicht sei, dem großmütigen Fürsten Dalberg in Regensburg ein Denkmal der Dankbarkeit zu errichten. Auftraggeber für das Denkmal wurde drei Jahre nach dem Tod Dalbergs laut der Stiftungsinschrift auf dem Denkmal der Neffe Dalbergs, Emmerich von Dalberg, der seinem Onkel politisch und finanziell viel zu verdanken hatte. Im Zusammenhang mit der 1810 erfolgten Abtretung des Fürstentums Regensburg an das neue Königreich Bayern hatte der Neffe Emmerich, veranlasst von Dalberg, mehrere Domänen in Frankreich erhalten.
Das erbaute Dalberg-Epitaph ist ein typisches Werk klassizistischer Sepulkralskulptur. Es hat einen dreistufigen Sockel war 1,80 m breit und 4 m hoch mit einer aufstehenden Reliefstele mit Giebelkrönung aus Carraramarmor.
- Auf der obersten Sockelstufe findet sich die Stiftungsinschrift „Der Neffe seinem Oheim“
- Das Hauptfeld der Stele nennt den Künstler und die Entstehungszeit 1824
- Das Bildfeld zeigt einen Jüngling und einen Putto zu Füßen eines Postamentes mit der Bildnisbüste Dalbergs, bekränzt von Rosen.
- Die Mittelstufe des Sockels trägt als Relief eine ihren eigenen Schwanz verschlingende Schlange mit einem Schmetterling auf dem Kopf. In dem von der Schlange gebildeten Kreis finden sich Namen und Lebensdaten des Verstorbenen, flankiert vom Familienwappen und vom Wappenschild des Kurfürstentums Mainz.
- Auf dem Hauptfeld der Stele ist der Künstler genannt und die Entstehungszeit des Denkmals.
- Ein vollplastischer Putto überträgt die letzten Worte des Verstorbenen auf den Stein: Liebe Leben Gottes Wille.

Seinen ursprünglichen prominenten Standort im Dom verlor das Dalberg-Epitaph bereits kurze Zeit nach seiner Aufstellung im Mittelschiff im Zuge der im 19. Jahrhundert erfolgten Purifizierung des Dom-Innenraums unter dem bayerischen König Ludwig I. Der König verwirklichte seine Vorstellungen von stilreiner mittelalterlicher Architektur mit einschneidenden Maßnahmen, wie es von Hugo von Walderdorff beschrieben wurde. Der König ließ alle nicht stilgemäßen barocken Grabdenkmäler aus dem Innenraum des Doms entfernen und auch große an den Wänden hängende Gemälde, wenn sie keinen kirchlichen Charakter hatten. Dass die marmorweiße klassizistische Stele des Dalberg-Denkmals auf den König wie ein Fremdkörper im mittelalterlichen Kirchraum des Doms wirkte und deshalb aus seiner Sicht entfernt werden musste, ist gut vorstellbar. Außerdem finden sich auf dem Dalberg-Denkmal noch weitere, nur schwer zu deutende symbolische Darstellungen bis hin zur Freimaurersymbolik. Dass dieses Denkmal überhaupt in einem Nebenraum des Doms verbleiben durfte, ist wohl nur der kirchlichen Position und der historischen Bedeutung des Verstorbenen geschuldet.

## Resümee: Dalberg und Napoleon
Die geheimnisvolle Beziehung zwischen dem mächtigen Kaiser Napoleon und dem machtlosen Dalberg gab häufig Anlass zu Gerüchten, gipfelte im Vorwurf der Liebedienerei, besitzt aber viele Facetten. Napoleon hatte schon früh ein Faible für Dalberg, der bekannt war mit Fanny Beauharnais, einer Verwandten von Josephine Beauharnais, ab 1796 Napoleons Ehefrau. Sie war eine einflussreiche Fürsprecherin Dalbergs, dem ab 1787 bereits absehbar künftigen Erzbischof von Mainz. Für die Zeit nach 1799, als Napoleon an die Macht gekommen war, sind anerkennende Äußerungen Napoleons über Dalberg bekannt. Napoleon lobte seinen guten Ruf als tugendhafter Regent und kluger Gelehrter. Später als Erzkanzler in Regensburg konnte Dalberg die Anfeindungen und Machtgelüste der deutschen Erbfürsten nur mit Unterstützung von Napoleon abwehren, zum Beispiel als 1803 nach dem Reichsdeputationshauptschluss die Landesfürsten versuchten, sich der Ländereien der Reichsritterschaft – zu der auch das Adelsgeschlecht Dalberg gehörte – zu bemächtigen. Besonders faszinierend für Napoleon war, dass es bei Kaiserkrönungen üblich war, nach einem Mitglied der Familie Dalberg zu rufen mit dem Ruf Ist kein Dalberg da? Napoleon soll ernsthaft die Absicht gehabt haben, dieses Zeremoniell auch bei seiner Kaiserkrönung beizubehalten. Zwar erfolgte der Ruf dann doch nicht, jedoch war Dalberg bei der Krönung anwesend und Napoleon erzwang vom ebenfalls anwesenden Papst Pius VII. für Dalberg das Pallium und die Verlegung des Erzbistums Mainz nach Regensburg, wo es dann bis zum Tod von Dalberg Bestand hatte.
Dass Dalberg kein bloßer Günstling von Napoleon war, zeigte sich endgültig nach Beginn des Dritten Koalitionskrieges als Napoleon bald nach der Krönung zum Kaiser ein Bündnis mit Bayern, Württemberg und Baden schloss. Dalberg versuchte den fortschreitenden Zerfall des Reiches mit einer Neutralitätsproklamation am Reichstag aufzuhalten. Diese Aktion nahm ihm Napoleon sehr übel, zitierte ihn nach München, beschimpfte ihn heftig und sagte das Ende des Reiches voraus. Der verzweifelte Versuch Dalbergs, Napoleon zum Erhalt des Reiches die Kaiserkrone anzubieten und deshalb Napoleons Onkel – den Kardinal Joseph Fesch – zum eigenen Nachfolger zu bestimmen, konnte die deutschen Landesfürsten nicht mehr aufhalten. 16 Landesfürsten erklärten den Austritt aus dem Reich und traten dem von Napoleon gegründeten Rheinbund bei. Napoleon wollte Dalberg für seine Ziele gewinnen und verordnete den Entwurf einer Verfassung und die Bildung eines Bundestages, der unter Führung von Dalberg als Fürstprimas in Frankfurt tagen sollte. Diese Maßnahmen wurden aber nicht verwirklicht und damit blieb der Rheinbund ein bloßes Militärbündnis. Auch das Fürstentum Regensburg war Mitglied des Bündnisses, verlor deshalb seine Neutralität als Stadt des Reichstages und musste auch ein Kontingent an Soldaten stellen. Den endgültigen Todesstoß versetzte Napoleon dem Reich, als er 1806 die Kurfürsten von Bayern und Württemberg zu souveränen Königen erhob.
Als Landesherr des Fürstentums Regensburg und als Bischof war Dalberg von ausgeprägter Gewissenhaftigkeit. In seiner Amtsführung war er pedantisch pflichtbewusst, dabei aber auch von gewinnender menschlicher Güte, großer Hilfsbereitschaft und bescheiden im Lebensstil. So oft er in Regensburg oder Konstanz weilte, hielt er die Pontifikalhandlungen selbst und nahm in Regensburg für gewöhnlich auch an den Konsistorialsitzungen teil. Zeitlebens besaß er einen starken Glauben an die guten Möglichkeiten im Menschen und war darin ganz ein Regent im Sinne der Aufklärung. Theologisch gut gebildet, wenn auch kein Theologe im eigentlichen Sinne, war er in seinem kirchlichen Denken febronianisch beeinflusst. Sein Nachfolger als Großherzog von Frankfurt sollte Prinz Eugène de Beauharnais werden. Wegen des Machtniedergangs Napoleons nach der Völkerschlacht bei Leipzig im Oktober 1813 kam es nicht mehr dazu und das Großherzogtum wurde aufgelöst.
Für die Freie Reichsstadt Regensburg war 1803 das Ende der Selbständigkeit ein tiefer Einschnitt. Der spätere Übergang in das Königreich Bayern, der knapp 10 Jahre später erfolgte, wurde aber vergleichsweise milde gestaltet durch das fürsorgliche zwischenzeitliche Regiment von Dalberg als Landesherr. Dalberg machte in der religiös gespaltenen Stadt Regensburg die Entwicklung einer Bürgerschaft möglich, durch ein von der Religionszugehörigkeit unabhängiges Bürgerrecht. Er hatte sofort damit begonnen, den Aufbau einer neuen Verwaltung zu betreiben und die katastrophale Finanzlage der Stadt zu verbessern, ebenso wie das Schul- und das Sozialwesen und die Gesundheitsvorsorge. Er förderte die Wissenschaften, die Ansiedlung von Betrieben und die Bildung einer Vereinigung von Großkaufleuten als Vorläufer einer Handelskammer. Er betrieb die Anlage von Gärten auf dem Areal des aufgegebenen Stadtgrabens und der Vorwerke der Stadtbefestigung und setzte – auch mit Zuschüssen eigenen Geldes – die schon vor seiner Zeit begonnene Anpflanzung von Bäumen in der Fürst-Anselm-Allee fort. Der von ihm zum Stadtbaumeister berufene Emanuel Herigoyen verwandelte das mittelalterliche Regensburg mit mehreren Bauten in eine passable Residenzstadt im Stil des französischen Empire.
1816 verfügte Dalberg in einer Gedenkschrift, dass seine Sammlungen im Schloss Johannisburg in Aschaffenburg unverbrüchliches Eigentum der Stadt und seiner Bürger sein sollten. Nach seinem Tode prozessierten seine Erben, die Fürsten von der Leyen, jahrelang um die Hinterlassenschaft. Einige damals wahrscheinlich ausgehändigte Gemälde gelten heute (2011) als verschollen. Bereits 1802 fügte er seine Privatbibliothek in die Hofbibliothek Aschaffenburg ein, diese war von 1803 bis 1810 Eigentum des für Dalberg neu gegründeten Fürstentums Aschaffenburg, dann seines bis 1814 bestehenden Großherzogtums Frankfurt.

## Ehrungen
Nach Dalberg ist der Dalberg-Preis für transdisziplinäre Nachwuchsforschung benannt, der jährlich von der Akademie gemeinnütziger Wissenschaften zu Erfurt verliehen wird.
In Aschaffenburg ist ein Gymnasium und im Stadtteil Innerer Westen von Regensburg ist eine Straße nach Dalberg benannt.

## Schriften
- Dissertatio juridica de matre praeterita, vel a legitima inique exclusa, Testamentum patris pupillariter substituentis per querelam inofficiosi expugnante. Jakob Haener, Heidelberg 1761. (Digitalisat)
- Betrachtungen über das Universum. Johann Friedrich Weber, Erfurt 1777. (Digitalisat)
- Beytraege zur Geschichte der Erfurter Handlung. Mit Urkunden und Fürstlich Saechsischer von Kuhrmaynz und dem fürstlichen Hause Sachsen renovirter Geleits-Tafel von 1441. Georg Adam Keyser, Erfurt 1780. (Digitalisat)
- Anémométre proposé aux Amateurs de Méthéreologie. Mémoire lû dans la séance de l’Académie d’Erfurt du Janvier 1781. Georg Adam Keyser, Erfurt 1781. (Digitalisat)
- Gedanken von Bestimmung des moralischen Werths. Georg Adam Keyser, Erfurt 1782. (Digitalisat)
- Verhältnisse zwischen Moral und Staatskunst betrachtet. Georg Adam Keyser, Erfurt 1786. (Digitalisat)
- Grundsaetze der Aesthetik. Deren Anwendung und künftige Entwickelung (aus der französischen Urschrift übersetzt von G. C. Grafen von Benzel). Georg Adam Keyser, Erfurt 1791.
- Versuch einiger Beyträge über die Baukunst. Georg Adam Keyser, Erfurt 1792. (Digitalisat)
- Von dem Bewustseyn als allgemeinem Grunde der Weltweisheit. Georg Adam Keyser, Erfurt 1793. (Digitalisat)
- Von den wahren Grenzen der Wirksamkeit des Staats in Beziehung auf seine Mitglieder. Sommer, Leipzig 1793.
- Von Erhaltung Der Staatsverfassungen. Eine Vorlesung in der Kurfürstlich Maynzlichen (recte Maynzischen?) Akademie nützlicher Wissenschaften, zu Erfurt, den 3ten August 1795. Georg Adam Keyser, Erfurt 1795. (Digitalisat)
- Kurfürstlich-Höchste Wittib-Instituts-Verordnung für die kurerzkanzlerische Civildienerschaft des Fürstenthumes Aschaffenburg. De dato Aschaffenburg den 4ten September 1804. Wittib Wailandt’s und Sohn, Aschaffenburg 1804.
- Betrachtungen über den Charakter Karls des Großen (aus dem Französischen mit einer Vorrede von Nik. Vogt). Andreaä, Frankfurt am Main 1806.
- Périclès. Ueber den Einfluß der schönen Künste auf das öffentliche Glück. Becker, Gotha 1806. (Digitalisat)
- Nouvelles ordonnances fixées et sanctionnées par notre glorieux souverain Prince Primat, de la Confédération du Rhin; concernant les juifs établis et protégés, de Francfort-sur-Mein, leur régime, administration, droits et obligations. Traduit littéralement de l’allemand. Giguet eMichaud, Paris 1808.
- De la paix de l’église dans les états de la Confédération Rhénane. H.A. Augustin, Regensburg 1810.
- Verordnung über ein- und dasselbe Längen- und Flächenmaas des Immobiliaris im Fürstenthum Aschaffenburg. Wittib Wailandt’s und Sohn, Aschaffenburg 1810.